# Lijst van otorinolaryngologische tijdschriften
De lijst van otorinolaryngologische tijdschriften is een overzicht van de wetenschappelijke tijdschriften in het vakgebied van de otorinolaryngologie, m.a.w. aandoeningen aan keel, neus en oor.
| Naam                                                           | Afkorting                                | Uitgeverij                                   | Taal   | Frequentie      | Eerste editie |
| -------------------------------------------------------------- | ---------------------------------------- | -------------------------------------------- | ------ | --------------- | ------------- |
| Acta Oto-Laryngologica                                         | Acta Otolaryngol.                        | Informa                                      | Engels | maandelijks     | 1918          |
| Acta Otorhinolaryngologica Italica                             | Acta Otorhinolaryngol. Ital.             | Pacini Editore                               | Engels | 6 x per jaar    | 2003          |
| American Journal of Audiology                                  | Am. J. Audiol.                           | American Speech-Language-Hearing Association | Engels | 2 x per jaar    | 1991          |
| American Journal of Otolaryngology                             | Am. J. Otolaryngol.                      |                                              | Engels | tweemaandelijks | 1979          |
| American Journal of Rhinology & Allergy                        | Am. J. Rhinol. Allergy                   | OceanSide Publications                       | Engels | tweemaandelijks | 1987          |
| Annals of Otology, Rhinology, and Laryngology                  | Ann. Otol. Rhinol. Laryngol.             | Annals Publishing Company                    | Engels | maandelijks     | 1897          |
| Audiology and Neuro-Otology                                    | Audiol. Neuro Otol.                      | Karger                                       | Engels | 6 x per jaar    |               |
| Clinical and Experimental Otorhinolaryngology                  | Clin. Exp. Otorhinolaryngol.             | Korean Society of Otorhinolaryngology        | Engels | 4 x per jaar    | 2008          |
| Clinical Otolaryngology                                        | Clin. Otolaryngol.                       | Wiley-Blackwell                              | Engels | tweemaandelijks | 1976          |
| Current Opinion in Otolaryngology & Head and Neck Surgery      | Curr. Opin. Otolaryngol. Head Neck Surg. | Lippincott Williams & Wilkins                | Engels | tweemaandelijks | 1993          |
| Dysphagia                                                      | Dysphagia                                | Springer Science+Business Media              | Engels | 4 x per jaar    | 1986          |
| Ear and Hearing                                                | Ear Hear.                                | Lippincott Williams & Wilkins                | Engels | tweemaandelijks |               |
| European Archives of Oto-Rhino-Laryngology                     | Eur. Arch. Oto Rhino Laryngol.           | Springer Science+Business Media              | Engels | maandelijks     | 1864          |
| Head & Neck                                                    | Head Neck                                | John Wiley & Sons                            | Engels | 8 x per jaar    | 1978          |
| International Journal of Audiology                             | Int. J. Audiol.                          | Informa Healthcare                           | Engels | maandelijks     | 1962          |
| International Journal of Pediatric Otorhinolaryngology         | Int. J. Pediatr. Otorhinolaryngol.       | Elsevier                                     | Engels | maandelijks     | 1979          |
| JAMA Otolaryngology - Head & Neck Surgery                      | JAMA Otolaryngol. Head Neck Surg.        | American Medical Association                 | Engels | maandelijks     | 1925          |
| Journal of Laryngology & Otology                               | J. Laryngol. Otol.                       | Cambridge University Press                   | Engels | maandelijks     | 1887          |
| Journal of otolaryngology - head & neck surgery                | J. Otolaryngol. Head. Neck. Surg.        | BioMed Central                               | Engels |                 |               |
| Journal of the American Academy of Audiology                   | J. Am. Acad. Audiol.                     | American Academy of Audiology                | Engels | 10 x per jaar   |               |
| Journal of Voice                                               | J. Voice                                 | Elsevier                                     | Engels | 4 x per jaar    | 1987          |
| Logopedics Phoniatrics Vocology                                | Logoped. Phoniatr. Vocol.                | Informa Healthcare                           | Engels | 4 x per jaar    |               |
| ORL: Journal for Oto-Rhino-Laryngologye, Head and Neck Surgery | ORL                                      | Karger                                       | Engels | tweemaandelijks | 1972          |
| Otolaryngologic Clinics of North America                       | Otolaryngol. Clin.                       | Elsevier                                     | Engels | tweemaandelijks | 1968          |
| Otolaryngology-Head and Neck Surgery                           | Otolaryngol. Head Neck Surg.             | SAGE Publications                            | Engels | maandelijks     | 1995          |
| Rhinology                                                      | Rhinology                                | Internation Rhinologic Society               | Engels | 4 x per jaar    | 1970          |